# Loi relative à la protection des personnes dans la recherche biomédicale
Lire en ligne

Loi no 88-1138 du 20 décembre 1988 relative à la protection des personnes qui se prêtent à des recherches biomédicales

La loi du 20 décembre 1988 relative à la protection des personnes qui se prêtent à des recherches biomédicales, dite loi Huriet ou loi Huriet-Sérusclat, est une loi française qui vise à réglementer certains aspects relatifs à la bioéthique. Promulguée sous le gouvernement Rocard (PS) six mois après les législatives de juin, cette loi est la première à fixer un cadre légal aux essais cliniques en France.

## La première loi de bioéthique en matière de recherche
Insérant un livre II bis dans le Code de la santé publique, cette loi a notamment institué les Comité consultatif de protection des personnes dans la recherche biomédicale (CCPPRB), depuis remplacé par les Comités de protection des personnes (CPP). Elle définissait à son article 15 la notion de consentement éclairé, des sanctions pénales étant prévues en cas de non-respect de la volonté du sujet.
Son nom provient des corapporteurs de la loi au Sénat, le  centriste Claude Huriet et le socialiste Franck Sérusclat.
Elle fait suite à une instruction militaire en date du 28 août 1984, qui réglementait la recherche dans les armées mais pas dans le monde civil.

## Évolution du cadre législatif
Avec l'évolution de la jurisprudence, de la perception publique de l'importance de la bioéthique et de la réglementation européenne, de nouvelles lois ont complété ce cadre réglementaire originel, notamment la loi du 29 juillet 1994 relative au respect du corps humain, qui a introduit la notion de dignité de la personne dans le Code civil, et la loi du 4 mars 2002 relative aux droits des malades.
Elle est abrogée par la loi n° 2012-300 du 5 mars 2012 relative aux recherches impliquant la personne humaine, dite "loi Jardé", du nom de son rapporteur Olivier Jardé.

## Contexte européen
En Europe, l'application de bonnes pratiques cliniques dans la conduite d'essais cliniques de médicaments à usage humain est définie par la directive 2001/20/CE du 4 avril 2001.
Cette directive a été consolidée par le règlement (CE) No 1901/2006 du 12 décembre 2006 et par le règlement (CE) No 596/2009 du 18 juin 2009.